# Гулиев, Гусейн Рзагулу оглы
Гусейн Рзагулу оглы Гулиев (азерб. Hüseyn Rzaqulu oğlu Quliyev; род. 23 июня 1946, Нахичевань) — азербайджанский дипломат. Посол Азербайджана в Узбекистане.

## Биография
Родился 23 июня 1946 года в г. Нахичевань. В 1970 году окончил Азербайджанский институт нефти и химии по специальности «инженер-технолог».
С 1970 по 1991 год работал в Комитете государственной безопасности СССР (Москва).
С 1978 по 1982 год являлся первым секретарём-советником посольства СССР на Кипре.
С 1984 по 1990 год являлся первым секретарём-советником посольства СССР в Турции.
С 1991 по 1995 год работал в Службе внешней разведки России (Москва).
С 1995 по 1997 год являлся представителем турецкой строительной компании «İDİL» в России.
С 1997 по 2007 год являлся вице-президентом компании «ТрансНафта».
С 2007 по 2009 год являлся начальником отдела МИД Азербайджана. С 2009 по 2012 год являлся начальником управления МИД Азербайджана.
31 октября 2012 года присвоен ранг чрезвычайного и полномочного посла.
Посол Азербайджана в Узбекистане (с 31 октября 2012).

## Награды
- Орден «За службу Отечеству» II степени (9 июля 2019 года) — за плодотворную деятельность в органах дипломатической службы Азербайджанской Республики[3]